# Navadni pasji zob
Navadni pasji zob (znanstveno ime Erythronium dens-canis) je cvetlica iz družine lilijevk.

## Opis
Navadni pasji zob je vedno enocvetna rastlina, visoka do 15 cm, ki ima dva lisasta pritlična lista. Cvet rastline je bele, rožnate ali vijolične barve in ima šest vijoličastih venčnih listov, ki so pri mladih rastlinah ravni, postopoma pa se, kot pri kranjski liliji, zavihajo navzgor, dokler niso tako izrazito zavihani kot pri ciklami. Cveti v marcu in aprilu v listnatih gozdovih.
Ime je rastlina dobila po svoji koreniki, ki je bele barve in je na prvi pogled podobna pasjemu zobu.

## Razširjenost in uporabnost
Navadni pasji zob je razširjen po celi južni Evropi, kjer uspeva v višje ležečih listnatih gozdovih, pogosto pa ga kot okrasno cvetlico gojijo tudi v vrtovih.
Cela rastlina je užitna, liste ponekod jedo celo surove v solati. Iz korenike ponekod pridobivajo tudi škrob za dodatek k moki za testenine.